# Zagreda (gmina Podgorica)
Zagreda (cyr. Загреда) – wieś w Czarnogórze, w gminie Podgorica. W 2003 roku liczyła 8 mieszkańców.